# قائمة المناطق الحرة في الإمارات
يوجد في دولة الإمارات العربية المتحدة أكثر من (40) منطقة حرة متعددة التخصصات، وتتسم هذه المناطق ببنيتها التحتية عالية الكفاءة، وبخدماتها المتنوعة والمتميزة؛ والتي تيسر سير أعمال الشركات مما يوفر الوقت والجهد على المستثمرين، ويتم السماح فيها لغير الإماراتيين بالملكية الكاملة للمشاريع وبنسبة 100%، وللمناطق الحرة في دولة الإمارات العربية المتحدة مزايا ومقومات، أما المزايا فتتمثل في الإعفاء من جميع التراخيص والتوكيلات وإعفاءات من القوانين المحلية الأخرى التي تسري على المنطقة الجمركية، فضلاً عن الملكية الأجنبية الكاملة والإعفاءات الضريبية للشركات، والإعفاءات الضريبية للأفراد، وحرية إعادة رأس المال أو الأرباح لبلد المستثمر وعدم وجود قيود على العملة أو رسوم الاستيراد، أما عن مقومات إنشاء المناطق الحرة في الإمارات فيمكن أن تتمثل في: الإمارات بحكم موقعها تعتبر مركزا تجاريا مهما ولها تاريخ عريق في مجال النقل البحري عبر الخليج العربي والمحيط الهندي والاستثمار في المناطق الحرة يعد استغلالا لميزتها البحرية كميناء دولي، وهناك أيضا توفر رؤوس الأموال الذي مكن الدولة من تطوير بنيتها التحتية لاسيما النقل والمواصلات والتخزين والموانئ البحرية وهي الأكبر في المنطقة ومجموعة المطارات الدولية وشبكة الاتصالات، ومن المقومات أيضاً توفر مصادر الطاقة مثل النفط الخام والغاز الطبيعي وبعض المواد الأولية لصناعات المناطق الحرة بالإمارات، هذا بالإضافة إلى كون الإمارات اقتصاد مفتوح تجارياً. ويمكن تصنيف المناطق الحرة في دولة الإمارات العربية المتحدة تصنيفاً مكانياً، أي من خلال رصد المناطق الحرة في كل إمارة على حده، وهو ما يتمثل في:

## أولاً: المناطق الحرة في دبي
| م  | اسم المنطقة                        | التخصص                               | الوصف | ملاحظات                                                              |
| -- | ---------------------------------- | ------------------------------------ | --- | -------------------------------------------------------------------- |
| 1  | مدينة دبي الملاحية                 | الخدمات البحرية                      | تستقطب المدينة روّاد الصناعات البحرية من مختلف أنحاء العالم وتتيح الفرص الاستثمارية. وتتيح للمستثمرين البحريين محفظة واسعة ومتكاملة من الخدمات البحرية، ومنصات ذكية ومتكاملة وتسهيل وصول رواد القطاع البحري إلى أفضل الخدمات والاستثمارات. وتمتلك المدينة بنية تحتية فعالة ومستدامة حيث تستهدف تعزيز الاستثمارات في القطاع البحري ودعم تطوير مجتمع أعمال بحري حديث ومتطور. |                                                                      |
| 2  | دبي الجنوب                         | الذكاء الأصطناعي والأنشطة المستقبلية | مدينة ناشئة ذكية ومستدامة تمتد على مساحة 145 كيلومتراً مربعاً، ويعتبر مشروع التطوير العصري الرئيسي في دبي، ومن المتوقع أن تشهد نمواً وازدهار في العقد الحالي، فمن المخطط أن تحتضن دبي الجنوب مليون نسمة، وهي حالياً تضم مطار آل مكتوم الدولي، أكبر مطار يتم تطويره حالياً في العالم، ومعرض إكسبو 2020 ومعرض دبي للطيران. وقد تم تصميمها كبيئة اقتصادية متكاملة لدعم الأعمال وتحقيق سعادة المجتمع وتعتبر وجهة متكاملة تدعم كافة أنواع الأعمال وتتيح خيارات الاستثمار في التكنولوجيا والفعاليات والمطاعم والصناعات الجديدة ويستفيد المستثمرون فيها من مزايا انخفاض التكلفة التشغيلية ومن قربها من ميناء جبل مما يمنحهم أفضلية تنافسية، ومن المتوقع أن توفر دبي الجنوب 500 آلف وظيفة عمل خلال العقد الحالي. |                                                                      |
| 3  | مركز دبي التجاري العالمي           | الأحداث والمؤتمرات                   | تقع في قلب منطقة الأعمال في دبي وبالقرب من مركز الفعاليات الكبرى التي تستضيف المعارض والأحداث والمؤتمرات، وبالقرب من الفنادق المخصصة لرجال الأعمال، ويمكن للشركات العاملة بها الوصول إلى الأسواق الإقليمية والعالمية ضمن مجتمع تنافسي جيد التنظيم، وتمثل بيئة مثالية للشركات الناشئة والشركات العالمية للعمل والابتكار والإنتاجية، ويتوفّر بها خيارات عديدة للمكاتب الراقية المتميزة سواء القائمة بذاتها، أو المساحات المشتركة للأعمال، وتتيح تأسيس الشركات المتخصصة بإدارة الفعاليات والشركات المهنية والتجارية، والتجارة العامة. |                                                                      |
| 4  | حي دبي للتصميم                     | التصميم الإبداعي                     | وجهة العقول المبدعة والمواهب العالمية والمحلية، تجتمع فيه بيوت التصميم والفنون والأزياء العالمية، ويوفر منصة لعرض المواهب، ويعتبر موطن لمجتمع من المفكرين المبدعين المتنامي في الإمارات. وقد تم بناؤه باستخدام مبادئ المدينة الذكية التي توفر الاتصال الرقمي لإنشاء اقتصاد قائم على الابتكار. يضم شركات تتخصص بالإنتاج والتصاميم المبدعة والمبتكرة تلك التي تصوغ الأفكار المُلهمة والأصيلة ويمثل وجهة رائدة في إنتاج الأفكار ونماذج التصميم والفن والثقافة. يمتلك قلباً نابضاً بالتجدد والابتكار، يوفر مجتمع نظام بيئي إبداعي، ويهدف إلى رعاية المواهب الجديدة وتمكينها، ويقع بالقرب من برج خليفة، ومركز دبي المالي العالمي، ويستضيف أحداث وفعاليات فنية كبرى، ويتيح مجالات تأجير متنوعة. |                                                                      |
| 5  | مجمع دبي للعلوم                    | البحث العلمي                         | المنطقة الحرة الأولى في الشرق الأوسط المخصصة لتلبية احتياجات قطاع العلوم، تعمل فيه مئات الشركات، وأكثر من ثلاثة آلاف كادر مهني علمي متخصص، ويوفر المساحات المكتبية والمختبرات والبنية التحتية المتميزة، ويعتبر مجتمع علمي ومنصة تفاعل يضم رواد الأعمال والشركات الصغيرة والمتوسطة، والشركات المساهمة المتعددة الجنسيات العاملة قطاعات البحوث العلمية، ووجهة رئيسية داعمة للابتكار في مجال الأعمال والتطوّر ضمن بيئة مرنة داعمة للبحث العلمي والإبداع والابتكار، كما يعتبر منصة تفاعل بين المؤسسات الحكومية والمستثمرين والخبراء العلميين، ويوفر مساحات مكتبية ومخبرية واسعة وبنية تحتية ملائمة لأغراض البحث العلمي، يقع في البرشاء الجنوب. |                                                                      |
| 6  | المدينة العالمية للخدمات الإنسانية | إنسانيات                             | تأسست المدينة العالمية للخدمات الإنسانية في العام 2003 على أساس غير ربحي للسلطة المنظمة، وتضم الوكالات الجهات الإغاثية والشركات والكثير من الجهات التي تعمل في المجال الإنساني، وتشكل منصة لأعضائها للقيام بأنشطة جمع التبرعات وتقوم بدور محوري في تيسير الاستجابة الأولى للأزمات على مستوى العالم، وخلال أقل من عقدين من عملها ضاعفت مساحتها ثلاث مرات، وتقع في منطقة جبل علي مما يتيح لها نقل الشحنات إلى أي مكان في العالم، وتعمل تحت مظلّة مبادرات محمد بن راشد آل مكتوم العالمية، وتسعى إلى مساعدة أكثر من 130 مليون. | صفحتها على الإنترنت                                                  |
| 7  | مركز دبي للسلع المتعددة            | تجارة السلع                          | يضم مركز دبي للسلع الشركات التي تعمل في السلع العالمية وتشمل الذهب والماس والمعادن الثمينة والشاي والمواد الغذائية والمواد الصناعية الأخرى. ويضم المركز 87 برجاً تجارياً ويقع في منطقة أبراج جميرا حيث يعد هذا العنوان موقع استراتيجي في قلب دبي الجديدة وتخدمه شبكة مواصلات عصرية من خطوط المترو والحافلات، بالقرب من منطقة جبل على ومدينة أبوظبي، وتعمل فيه مئات الشركات الكبرى المتعددة الجنسيات الكبرى والشركات الناشئة والصغيرة، ويقدم خدمات ذات مستوى عالمي ومرافق بنية تحتية رائدة ومجتمع نابض بالحياة، وقد حقق مركز دبي للسلع المتعددة أداء قياسياً على مستوي عمليات تسجيل الشركات الجديدة. | الموقع على الإنترنت                                                  |
| 8  | مدينة دبي للتعهيد                  | تجارة ألكترونية وخدمات دعم           | تأسست في عام 2007، وتتيح بنية تحتية متكاملة لخدمات التعهيد، وتتخصص في توفير مصادر خارجية تُعنى بتقديم خدمات متنوعة لإدارة مختلف مراحل الأعمال وتقدم مدينة دبي للتعهيد الدعم ومراكز الاتصال ومراكز البيانات ومكاتب العمل الخلفية، بالإضافة قاعات عقد الاجتماعات ومساحات مشتركة مخصصة لجميع أنواع الأعمال، ومخازن، ومساحات مجهزة لعقد الفعاليات وتقدم أب=يضاً الدعم التشغيلي للشركات مثل إجراءات التراخيص التجارية والتسجيل وتأشيرات العمل. كما تتيح بيئة أعمال فريدة من نوعها نابضة بالحياة متعددة الثقافات، وتنظم فيها فعاليات وأنشطة رياضية وورش العمل والدورات التدريبية. | صفحتها على الإنترنت                                                  |
| 9  | واحة دبي للسيلكون                  | تقنية أستخدام مختلط                  | تأسست المنطقة الحرة في واحة دبي للسيليكون في عام 2004 تهدف لتعزز الصناعات القائمة على التكنولوجيا الحديثة والبنية التحتية الحديثة وخدمات الأعمال. وتقدم كافة حوافز ومزايا مناطق التجارة الحرة للشركات العاملة داخل مجمعاتها التكنولوجية ويمكن للأعمال الاستفادة من المكاتب المُجهزة، ومرافق التخزين والتصنيع متعددة الاستخدامات، والمتطلبات اللوجستية الحديثة الأخرى. كما تقدم المنطقة الحرة للشركات قطع أراض صناعية جاهزة للتجريف بمساحات كبيرة لبناء مقارها الإقليمية ومستودعاتها ومواقع التطوير والتصنيع والمراكز اللوجستية والتوزيع. |                                                                      |
| 10 | مركز دبي المالي العالمي            | المركز المالي                        | مركز دبي المالي العالمي (DIFC) منطقة مالية حرة ومركز مالي رائد في منطقة الشرق الأوسط وإفريقيا وجنوب آسيا، تديره جهة منظمة مستقلة ويمتلك قانوناً خاصاً ونظاماً قضائياً مستقلاً، وبورصة مالية عالمية، وبنية مُلهمة، وبنية تحتية قوية، وخدمات دعم ومجتمع أعمال نابض بالحياة. (MEASA) ويعمل به أكثر من 25 ألف متخصص ويضم أكثر من ألفي شركة مسجلة نشطة. |                                                                      |
| 11 | مدينة دبي للإنترنت                 | تقنية                                | تم تأسيس مدينة دبي للإنترنت في العام 1999 لتكون منطقة اقتصادية حرة وقاعدة استراتيجية لشركات التكنولوجيا التي تستهدف الأسواق الناشئة، وهي تعد أكبربنية تحتية تكنولوجية في منطقة الشرق الأوسط، تضم مدينة دبي للإنترنت المباني التجارية العصرية ومكاتب البوتيك ومساحات البيع بالتجزئة والفنادق، وتوفر منظومة متنوعة وداعمة للأفكار المبتكرة وتبادل المعرفة وأفضل الممارسات، وتعمل على تحفيز ودعم الريادة الفكرية من خلال الفعاليات المتخصصة ورواد الأعمال الناشئين. وتحتضن مدينة دبي للإنترنت شركات عملاقة تتخذ منها مركزاً لإدارة عملياتها مثل "مايكروسوفت" و"أوراكل" و"سيسكو". وقد وفرت للشركات المنضمة البنية التحتية اللازمة والبيئة المثالية وخدمات فعّالة ومنافسة أتاحت لها الجديدة إدارة عملياتها من دبي. |                                                                      |
| 12 | منطقة ميدان الحرة                  | استخدام مختلط                        | منطقة اقتصادية حديثة، في قلب دبي النابض، قريبة من أهم معالم دبي وأسواقها ومطاراتها وتمنح المستثمرين مزايا عديدة وتتميز بمجتمعها الحضاري ومساكنها الراقية، وتتمتع بموقع استراتيجي على شارع دبي العين وشارع رأس الخور، وتتيح نمط حياة عصري يحفز على الإنتاجية والابتكار، وتعتبر عنوان تجاري مميز، وتتيح العمل من مراكز الأعمال المشتركة، واستخدام مساحات المكاتب المفتوحة أو تلك المجهزة، وهي متنوعة الاستخدام سواء للعمل أو السكن، وتحتضن الشركات التجارية والاستشارات، والاستثمار وتلك ذات الأنشطة الإدارية، وتستقبل جميع أنواع الشركات، وإجراءات لتأسيس الشركات بسيطة، تحتضن وتستضيف على حلبة السباق أغلى سباق للخيول في العالم "كأس دبي العالمي" وأكبر "سباق الخيول" وفندق خمس نجوم، وملعب غولف. |                                                                      |
| 13 | مدينة دبي الطبية                   | رعاية صحية                           | تأسست مدينة دبي الطبية في العام 2002، وتم تأسيس مدينة دبي الطبية على مرحلتين تقع الأولى في عود ميثاء، وتعتبر مدينة طبية مكتملة، تضم مئات المستشفيات والعيادات والمراكز الطبية ومراكز العناية الصحية ومخصصة لخدمات الرعاية الطبية والتعليم الطبي الأكاديمي، فيما خُصصت المرحلة الثانية وهي قيد التطوير، وتمتاز مدينة دبي الطبية بموقعها الاستراتيجي وتقع في منطقة الجداف دبي لمراكز العناية الصحية وتعنى بالرفاهية الصحية وبرامج جودة الحياة، تتبنى مدينة دبي أفضل الممارسات والمعايير العالمية، وتمكن الإطار التنظيمي القوي والمرن والمستجيب للمتغيرات من جذب أبرز الأسماء العالمية في الرعاية الصحية والتعليم الطبي، وتتيح للمستثمرين في قطاع الرعاية الصحية إجراءات سهلة ومرنة إلى جانب الاستثمارات العلاج الطبي، كما تتيح للمستثمرين تأسيس أعمال تقدم خدمات الرعاية الصحية، والتعليم، والضيافة، والتجزئة، والرفاهية الصحية. |                                                                      |
| 14 | مدينة دبي الأكاديمية العالمية      | أكاديمي                              | تضم مدينة دبي الأكاديمية العالمية نخبة من أعرق الجامعات العالمية وتستقبل الطلاب من كافة أرجاء المنطقة، جذبت مدينة دبي الأكاديمية العالمية، منذ تأسيسها في عام 2007، أكثر من 27 جامعة عالمية مرموقة، منها جامعة اكستر من المملكة المتحدة، وجامعة فينيكس وكلية مانشستر للأعمال من الولايات المتحدة، وعدد من الجامعات الشهيرة من الهند، وأخرى من سنغافورة، كما قامت جامعة برمنغهام في العام 2019 بوضع حجر الأساس لحرمها الجديد في المدينة. مما عزز مكانتها كأكبر المجمعات المخصصة لمؤسسات التعليم العالي في العالم. وتوفر المدينة منصة احترافية لإعداد الكفاءات الأكاديمية وتقدم أكثر من 500 برنامج أكاديمي في مختلف المجالات، وبرامج التعليم الإلكتروني. | الموقع على الإنترنت                                                  |
| 15 | مدينة دبي للإنتاج                  | وسائط                                | تأسست مدينة دبي للإنتاج في عام 2003 بهدف أن تكون منطقة حرة مخصصة لأنشطة الإنتاج الإعلامي ولتلبية كافة احتياجات مجتمع الأعمال الرائد في مجال النشر والطباعة والتغليف العالمي، من خلال توفير بنية تحتية ذكية ومتطورة بدءاً من المكاتب التجارية العصرية وصولاً إلى المستودعات ذات المساحات المرنة التي تلبي مختلف المتطلبات، بالإضافة إلى بيئة صديقة للأعمال تحفز الابتكار والإبداع، حيث تقدم للمستثمرين باقة من المنتجات والخدمات المتنوعة فائقة الجودة التي تضمن أعلى مستويات الكفاءة التشغيلية وتعزز فرص النجاح. وتضم مئات الشركات وآلاف الكوادر والكفاءات. | الموقع على الإنترنت                                                  |
| 16 | مدينة دبي للأستوديوهات             | وسائط                                | أنشئت مدينة دبي للاستوديوهات في عام 2005 وهي منطقة حرة، مخصصة للإنتاج التلفزيوني والإذاعي والسينمائي. تضم ثلاثة أنواع من الاستوديوهات الإنتاجية المختصة في الموسيقى والسينما والتلفزيون تم تصميمها وفقاً لأرقى المعايير العالمية وبما يلبي احتياجات المستثمرين، وتقدم مستويات غير مسبوقة من الخدمات والبنى الأساسية فائقة الجودة التي تلبي متطلبات الشركات. وتشتمل المدينة على شركات الإنتاج والمونتاج والمكساج ووكالات الممثلين المحترفين وشركات تصميم الملابس والديكورات وشركات الرسوم المتحركة وغيرها من التخصصات مثل التحميض والطباعة، بالإضافة إلى المرافق الخدمية مثل مستودعات التخزين والورش والمساحات المكتبية الداعمة. | الموقع على الإنترنت                                                  |
| 17 | مدينة دبي للإعلام                  | وسائط                                | منطقة حرة مخصصة لممارسة العمل الإعلامي بكافة أشكاله، وتعتبر من أوائل المناطق الإعلامية الحرة في دولة الإمارات والمنطقة، وتضم كبريات وكالات الإعلام العالمية، وعند افتتاحها في العام 2001 غيرت المشهد الإعلامي في المنطقة ككل، وتضم اليوم أهم الشركات والمؤسسات المختصة في القطاع الإعلامي وتعتبر وجهة مناسبة لريادة الأعمال في قطاع الإعلام، حيث تقدم العديد من مرافق الأعمال والمكاتب المجهزة، وكذلك المطاعم والفنادق والمراكز الصحية والرياضية وغيرها من المرافق الترفيهية والخدمية. كما توفر المدينة بيئة عمل متكاملة لآلاف المستثمرين من الشركات والأفراد، وتقدم باقة من المزايا المتفردة أبرزها مرونة إجراءات افتتاح الأعمال. | الموقع علي الإنترنت                                                  |
| 18 | سلطة دبي للخدمات المالية           |                                      | سلطة دبـي للخدمات المالية هي المنظم المستقل للخدمات المالية، وما يتصل بها والتي تتم ممارستها في أو من مركز دبـي المالي العالمي، وهي منطقة مالية حرة صممت بشكل خاص لهذا الغرض في دبـي. يغطي التكليف التنظيمي لسلطة دبي للخدمات المالية إدارة الأصول والعمليات المصرفية والائتمانية، والأوراق المالية وصناديق الاستثمار الجماعية، والإتجار بالسلع المستقبلية، والتمويل الإسلامي، والتأمين، وبورصة الأسهم العالمية، وبورصة مشتقات السلع العالمية. |                                                                      |
| 19 | مجمع الذهب والألماس                |                                      | يشكّل المجمّع ظاهرة لا بد من رؤيتها بموقعه الاستثنائي في شارع الشيخ زايد، حيث يمكن للزوار استعراض وشراء المجوهرات والسبائك التي تقدّر قيمتها بالملايين، بالإضافة إلى طلب التصاميم الخاصة بهم لتصنّع حسب الطلب على أيدي الحرفيين المهرة وذوي الخبرة، وذلك عبر أكثر من 90 من كبار متاجر التجزئة والعلامات التجارية. يحتضن المجمع مجموعة فريدة ومميزة من مساحات البيع بالتجزئة، بالإضافة إلى 118 وحدة تصنيع. يمثّل مجمع الذهب والألماس وجهة رائدة لبائعي المجوهرات ورجال الأعمال الذين يبحثون عن فرص التأجير التجارية ومنها 350 مكتباً. | الموقع على الإنترنت نسخة محفوظة 3 ديسمبر 2023 على موقع واي باك مشين. |
| 20 | المنطقة الحرة في مطار دبي الدولي   |                                      | تم انشاء المنطقة الحرة في مطار دبي عام 1996م، وغدت الوجهة الأكثر تميزاً بين المناطق الحرة للشركات العالمية، وتعتبر سلطة المنطقة الحرة بمطار دبي موطناً لأكثر من 2300 شركة مسجلة من أكثر من 20 قطاع وغيرها من الصناعات المتنوعة، كما تضم أكثر من +17,000 ألف موظف، يستفيدون من البيئة التنظيمية والضريبية التي تركز على الأعمال التجارية والتي توفر ملكية كاملة لهم وإعادة كاملة للأرباح ومجموعة من المرافق عالمية المستوى. |                                                                      |
| 21 | مدينة إكسبو دبي                    |                                      | تمثل مدينة إكسبو دبي موطناً جديداً وعالمياً للإبداع، ونموذجاً لمدن المستقبل في الموقع الذي أصبح مَعْلَماً بارزاً واكتسب أهمية عالمية كبرى، بعد انتهاء إكسبو دبي 2020، وتحول المنطقة لوجهة مثالية ومدينة مستقبلية صديقة للبيئة ومدعومة بالتكنولوجيا، وتضم عدداً من الأجنحة الرئيسية في إكسبو 2020 دبي، كما ستحتوي على مجموعة من مناطق الجذب المتنوعة والمكاتب والمرافق الترفيهية والمطاعم والمقاهي والنوادي الرياضية، ومركز تسوق يمكن الوصول إليه مباشرة عبر مترو دبي، وتضم المدينة أيضاً مركز دبي للمعارض الذي يوفر خدمات عالمية المستوى لاستضافة المعارض والمؤتمرات وسيكون وجهة عائلية رائدة. |                                                                      |
| 22 | مجمع دبي للمعرفة                   |                                      | يوفر مجمع دبي للمعرفة بيئة عمل إبداعية يمكن للشركات والأفراد فيها أن ينمو ويزدهروا. ويتمتع المجتمع بإمكانية الوصول إلى مجموعة مثيرة من المعارض وورش العمل ومعارض الفرص الوظيفية وفعاليات الربط الشبكي والفعاليات الرياضية وغيرها. | الموقع على الإنترنت                                                  |
| 23 | منطقة دبي للسيارات (داز)           |                                      | تعتبر منطقة دبي للسيارات (داز) أكبر سوق للسيارات المستعملة في دول مجلس التعاون الخليجي وهي بمثابة سوق شاملة لقطاع السيارات يلبي متطلبات المشترين والبائعين ومقدمي الخدمات وشركات السيارات وممثليهم المعتمدين. توفر "داز" منصة متكاملة لجميع قطاعات صناعة السيارات لتلبية الاحتياجات المتزايدة للأسواق الحيوية في المنطقة. |                                                                      |
| 24 | المنطقة الحرة بجبل علي (جافزا)     | أنشطة أقتصادية                       | تعتبر جافزا منصة ديناميكية لآلاف الشركات من أكثر من 100 دولة وهي واحدة من أكبر المناطق الحرة على مستوى العالم، وتعتبر جافزا حلقة رئيسية في شبكة التجارة العالمية ويربط مينائها بين 150 ميناء عالمي. تتيح للشركات تخفيض تكلفة أعمالها وفرص واعدة للنمو، تتوفر خيارات واسعة، مرافق التخزين ومساحات الأعمال المجهزة ومساحات تلبي احتياجات الشركات الصناعية، والأراضي المفتوحة، تسهم جافزا بحوالي 23.9% من إجمالي تدفق الاستثمار الأجنبي المباشر إلى دبي، وتوفر جافزا للشركات التي تضمها تواصل عالمياً قل إن توفره منطقة حرة أخرى، ذلك بفضل وجودها داخل ميناء جبل علي، الذي يعتبر أكبر ميناء في العالم، وقربها من مطار آل مكتوم للشحن، ومطار دبي الدولي. |                                                                      |
| 25 | دبي كوميرسيتي                      |                                      | أول منطقة حرة رائدة توفر نظاماً متكاملاً لتحتضن شركات التجارة الإلكترونية، وتتيح بيئة واعدة لنمو أعمال العلامات التجارية الإقليمية والعالمية ومساعدتها على إنشاء وتشغيل أعمال التجارة الإلكترونية في منطقة الشرق الأوسط وشمال إفريقيا وجنوب آسيا. تقع منطقة دبي كوميرسيتي في منطقة أم رمول، وهي مقسمة إلى ثلاث مجموعات رئيسية تشمل الأعمال التجارية والخدمات اللوجستية والاجتماعية، وتقدم خدمات متنوعة مثل دعم إقامة الأعمال، والتخزين والتسليم إلى الميل الأخير، وخدمات تكنولوجيا التجارة الإلكترونية واستشارات استراتيجية التجارة الإلكترونية والاستشارات الجمركية. |                                                                      |

## ثانياً: المناطق الحرة في الشارقة
| م | اسم المنطقة                                | التخصص        | الوصف | ملاحظات |
| - | ------------------------------------------ | ------------- | --- | ------- |
| 1 | مدينة الشارقة للنشر                        |               | توفر مدينة الشارقة للنشر في المنطقة الحرة خياراً مناسباً لرواد الأعمال لتأسيس مشاريعهم الواعدة، حيث تتيح المنطقة الحرة أكثر من 1500 نشاط ترخيص تجاري، بما في ذلك النشر والطباعة والتجارة العامة والتجارة الإلكترونية وشركات تكنولوجيا المعلومات والاستشارات، مع القدرة على الجمع بين الأنشطة من مختلف القطاعات. وتتمثل إحدى الميزات الفريدة للمنطقة الحرة في أنها مصرح لها بإصدار ترخيص مزدوج (البر الرئيسي والمنطقة الحرة) وتوفر مكاتب ومستودعات ومناطق تخزين حديثة، بالإضافة إلى مساحات عمل مشتركة ومقاهي.                                                                  |         |
| 2 | المنطقة الحرة بالحمرية                     |               | تحتضن المنطقة الصناعية الحرة بالحمرية ما يقارب 6500 شركة تعود ملكيتها لمستثمرين ينتمون لأكثر من 160 دولة. تعتبر المنطقة الحرة بالحمرية مكاناً مثالياً بسبب موقعها الاستراتيجي الذي يوفر وصولاً سهلاً إلى الأسواق العالمية. وتضم مرافق ذات مستوى عالمي منها المصانع والمستودعات وأجنحة المكاتب التنفيذية والمكاتب القائمة بذاتها، بالإضافة إلى صالة كبار المستثمرين، ومكتب الجمارك، ومراكز ترفيهية مجهزة بالكامل، وصرافة، وبنوك، ومحلات سوبر ماركت، وسكن للعمّال، ومحطة الدفاع المدني في الشارقة.                                                                                 |         |
| 3 | مدينة الشارقة للإعلام (شمس)                | وسائط         | تم إطلاق مدينة الشارقة للإعلام "شمس" في يناير 2017 وصممت كي تكون خدماتها وعروضها عامل التحفيز للشركات الإبداعية والإعلامية كي تنمو وتزدهر. ويسمح الترخيص بأنشطة تجارية متعددة على الترخيص ذاته، وتتيح ملكية أجنبية كاملة. وتضم مدينة الشارقة للإعلام شركات ينتمي المستثمرون فيها لجنسيات عديدة تزيد عن 160 جنسية، وهي تتيح عروض لتأسيس الأعمال بأقل التكاليف، ويمكن الاستفادة من استصدار عدة تأشيرات على مكتب مشترك. وتقع هذه المنطقة الحرة على بعد 5 دقائق من مطار الشارقة الدولي و15 دقيقة من مطار دبي الدولي وتسعى إلى أن تكون مركزاً عالمياً للإعلام والإبداع في المنطقة. |         |
| 4 | المنطقة الحرة لمطار الشارقة الدولي         | استخدام مختلط | تعتبر المنطقة الحرة بمطار الشارقة الدولي (SAIF) واحدة من أولى الوجهات التجارية والاستثمارية في المنطقة وتمتلك بنية تحتية حديثة عالية الكفاءة، وتتيح إجراءات تسجيل للشركات سريعة وبسيطة، حلول مزاولة أعمال ذات تكلفة فعّالة مما جعلها ملاذاً للشركات من كافة الأحجام والتخصصات. وتحتضن منطقة المنطقة الحرة لمطار الشارقة الدولي حالياً آلاف الشركات من 160 دولة وتقدم مرافق متنوعة لتلبية جميع أنواع الأعمال، ويتيح موقعها الاستراتيجي المجاور لمطار الشارقة الدولي وقربها من الموانئ البحرية والمطارات مزايا مهمة للشركات.                                                     |         |
| 5 | مجمع الشارقة للبحوث والتكنولوجيا والإبتكار |               | تأسس عام 2016م، تهدف المنطقة الحرة لمجمع الشارقة للأبحاث والتكنولوجيا والابتكار (SRTIP) إلى تطوير وإدارة منظومة متكاملة للابتكار يعزز البحث والتطوير ويدعم أنشطة المؤسسات والتعاون لثلث قطاعات و الصناعة والحكومة والأوساط الأكاديمية. |         |
| 6 | واحة الشارقة للتكنولوجيا والإبتكار         |               | تعتبر واحة الشارقة للتكنولوجيا والابتكار هيئة منطقة حرة مملوكة بالكامل لجامعة الشارقة، وتهدف الى اجراء البحوث العلمية التطبيقية لإنتاج تقنيات وابتكارات جديدة من خلال توفير بيئة ملائمة للابداع والابتكار وتنمية المشاريع الاقتصادية المعرفية والعمل على إقامة شراكات مع الجامعات والمؤسسات والقطاعات ذات الصلة واقتراح البرامج التعليمية وتشجيع الطلبة والباحثين. |         |
| 7 | مدينة الشارقة للرعاية الصحية               |               | تتيح مدينة الشارقة للرعاية الصحية (SHCC) للمستثمرين فرصة استثمارية متميزة في مجال الرعاية الصحية والمجالات ذات الصلة وذلك وفقًا لقوانين المنطقة الحرة ولوائحها من خلال نظام خدمات النافذة الواحدة. تعد مدينة الشارقة للرعاية الصحية هيئة منطقة حرة طبية توفر منطقة طبية حرة ذات بنية تحتية بمعايير عالمية المستوى، تبلغ مساحتها 2.5 مليون متر مربع توفر للمستثمرين تملكا حرا مع إعفاء كامل من الضرائب. وتملُّك الأصول بالكامل وتراخيص خالية من المتاعب. |         |

## ثالثاً: المناطق الحرة في أبو ظبي.
| م | اسم المنطقة                                                           | التخصص                     | الوصف | ملاحظات             |
| - | --------------------------------------------------------------------- | -------------------------- | --- | ------------------- |
| 1 | مدينة مصدر                                                            | طاقة متجددة                | تضم الشركات المتخصصة في الطاقة المتجدّدة أو تكنولوجيا الاستدامة، لتكنولوجيا النظيفة، وتنمية الموارد البشرية، والرعاية الصحية، والخدمات المجتمعية. وتقع مدينة مصدر في موقع استراتيجي بين دبي وأبوظبي، وتستضيف مجموعة واسعة من الشركات الصناعية الكبرى والشركات الناشئة والشركات الصغيرة والمتوسطة وأخرى متعددة الجنسيات. وتقدم خدمات دعم أعمال متكاملة، مثل الترخيص السريع والفعّال وخدمات تأشيرات الإقامة للكوادر العاملة وتتميز بخيارات تأجير فعّالة من حيث التكلفة، وتتيح خيارات عديدة لمساحات المكاتب المشتركة والمكاتب التنفيذية وأخرى ذات مساحات كبيرة. | الموقع على الإنترنت |
| 2 | المنطقة الحرة في ميناء خليفة                                          | التجارة والخدمات اللوجستية | تعد منطقة التجارة الحرة في ميناء خليفة، جزءاً من مدينة خليفة الصناعية، وهي منصة متقدمة للتجارة والخدمات اللوجستية والتصنيع. وتضم مجموعة واسعة من الصناعات بما في ذلك صناعات الألمنيوم والسيارات والمعادن ومعالجة الأغذية والأدوية والبوليمر، وقد اجتذبت الكثير من الشركات الكبرى والمستثمرين الصناعيين الذين قاموا بتأسيس أعمالهم ومصانع كبرى، وتقدم المنطقة الحرة مجموعة من خيارات مكاتب المنطقة الحرة والمستودعات والتجارة والتجزئة ومساحات للصناعات الثقيلة والخفيفة، وتستفيد الشركات من البنية التحتية الحديثة المتكاملة للمنطقة الحرة. |                     |
| 3 | المنطقة الحرة لمطارات أبو ظبي                                         | استخدام مختلط              | تم إعلان مطارات أبوظبي الدولي والعين الدولي والبطين مناطق حرة في العام 2011، وتضم المنطقة الحرة لمطارات أبوظبي بنية استثمارية مثالية للشركات المتخصصة بالطيران، والفضاء والدفاع، والخدمات اللوجستية وتكنولوجيا المعلومات والاتصالات، والصناعات الخفيفة، وتمتد المدينة التجارية لمطار أبوظبي على مساحة تزيد عن 12 كيلو متر مربع بالقرب من مطار أبوظبي الدولي، وتتيح خمسة مناطق تجارية متعددة الاستخدامات، وتشمل مرافق وبني تحتية، ووحدات التخزين والمكاتب التجارية ومساحات من الأراضي للمشاريع، توفر هذه المناطق الحرة الحلول المكتبية بكامل خدماتها ولمجموعة واسعة من القطاعات، إلى جانب عدد آخر من مزايا هامة وفريدة من نوعها.                                                                     |                     |
| 4 | سوق أبو ظبي العالمي                                                   | المركز المالي              | سوق أبوظبي العالمي - منطقة مالية حرة تقع في قلب مدينة أبو ظبي، وتوفر بيئة تنظيمية عالية الجودة للشركات المتخصصة بالقطاع المالي القطاع المالي. وهي متصلة جيداً مع أهم المراكز الحيوية فهي تبعد 15 دقيقة من ميناء زايد و 30 دقيقة من مطار أبوظبي الدولي. وتوفر نظام ترخيص مزدوج للشركات إذ تتيح للشركات المسجلة فيها التقدم للحصول على رخصة تجارية أخرى صادر ة عن دائرة التنمية الاقتصادية في أبو ظبي (DED) مما سمح لتلك الشركات بإجراء أنشطة تجارية خارج حدود سوق أبوظبي العالمي. |                     |
| 5 | المنطقة الإعلامية في أبو ظبي (تو فور54)                               | وسائط                      | تأسست المنطقة الإعلامية في أبوظبي "تو فور 54" في أبوظبي في العام 2008 وتشكل وجهة رائدة تجذب وتستقطب شركات الإعلام المحلية والعالمية ومزوّدي المحتوى والتقنيات ذات الصلة، وتقدم للمستثمرين بنية تحتية مثالية وخدمات شاملة تسهم في إنجاح وتطور شركاتهم، بدءاً من المكاتب القابلة للتعديل والخدمات والمرافق عالمية المستوى، والتدريب ومبادرات تطوير المواهب وصولاً إلى خدمات دعم الأعمال. وتضم اليوم مئات الشركات الإعلامية الناشئة ويمكن لرواد الأعمال إنشاء الشركات في "تو فور 54" من دون رسوم تأسيس، حيث تم الإعفاء من رسوم ترخيص الشركات الجديدة لأول سنتين. |                     |
| 6 | المنطقة الحرة المتخصصة بالقطاع العسكري والأمني ضمن مجمع توازن الصناعي |                            | هي منطقة حرة متخصصة في قطاع الدفاع والأمن ضمن مجمع توازن الصناعي في إمارة أبوظبي، وهي تختص بالعمليات المتعلقة بالصناعات الدفاعية والأمنية، والأنشطة المرتبطة بها، وتشمل، على سبيل المثال، الأنشطة الإلكترونية والتكنولوجيا، والصناعات المعدنية الدقيقة، والسيارات، والسلامة والأمن، والبحث والتطوير، إلى جانب الخدمات المرتبطة بذلك بما فيها الخدمات اللوجستية. كما يعد المجمع مركزاً إقليمياً للصناعات الدفاعية والأمنية، ويوفِّر منطقة صناعية ذات مستوى عالمي مع مجموعة واسعة من المزايا، ومساحة مرنة، وبيئة عمل داعمة. يتيح المجمع للمستثمرين إمكانية الوصول إلى أسواق مجلس التعاون الخليجي والشرق الأوسط وشمال إفريقيا من دون رسوم جمركية، وذلك بسبب اتفاقيات التجارة الحرة الإماراتية المعمول بها. |                     |

## رابعاً: المناطق الحرة في عجمان.
| م | اسم المنطقة                 | التخصص | الوصف | ملاحظات |
| - | --------------------------- | ------ | --- | ------- |
| 1 | منطقة عجمان الحرة           | تجارة  | تتميز بموقعها الاستراتيجي بالقرب من مطار عجمان، مما يرفع كفاءة أداء الشركات لسهولة توريد المنتجات واستقبال وتصدير الشحنات، وتقدم الخدمات الحكومية والمصرفية للأعمال تحت سقف واحد وتتيح منصات ذكية لتأسيس المشاريع رقمياً،، وتوفر فرص وشروط سهلة لتأسيس الشركات، وقد صممت باقات مخصصة لرواد الأعمال والمهنيين المستقلين، وخيارات من المكاتب التنفيذية، والمكاتب المرنة والمستودعات الصديقة للبيئة وسكنات العمال وتتيح تأجير أراضي صالحة للتطوير، وتضم عدد كبير من شركات الصحة والأغذية والمشروبات وتلبي متطلبات الأعمال الصناعية وتتميز بالتكاليف التشغيلية المنخفضة وتوفير قوى عاملة ماهرة، وتوفر كذلك تراخيص لشركات التجارة الإلكترونية. |         |
| 2 | مدينة عجمان الإعلامية الحرة | وسائط  | تأسست منطقة عجمان الإعلامية الحرة حديثاً وتتطلع لرفع تنافسيتها بين المناطق الحرة محلياً وإقليمياً، تتيح بيئة أعمال مُلهمة واحترافية للشركات، وتقدم للشركات الصغيرة والمتوسطة المتخصصة في القطاع الإعلامي ورواد الأعمال المستقلين عدد متنوع من باقات التراخيص تلبي مختلف الاحتياجات وتتيح مرافق يمكنهم استخدامها ومساحات عمل مشتركة وعدد من مراكز الأعمال لتأسيس شركاتهم وتسجيل رخصهم التجارية، كما تتيح باقة المؤثرون في مواقع التواصل الاجتماعي، تعتبر باقة المؤثرون مناسبة للأفراد الذين يروجون للمنتجات والخدمات والعلامة التجارية ويؤثرون على قرارات جمهور المتابعين. وقد أصبح ترخيص المؤثر وفقًا لقوانين دولة الإمارات.                  |         |

## خامساً: المناطق الحرة في رأس الخيمة
| م | اسم المنطقة                            | التخصص | الوصف | ملاحظات |
| - | -------------------------------------- | ------ | --- | ------- |
| 1 | مدينة رأس الخيمة الملاحية              |        | تغطي مدينة راس الخيمة الملاحية مساحة تبلغ 800 هكتار " 8 ملايين متر مربع " وهي تتخذ صفة مجمع تخصصي يغطي جميع ما يلزم لقطاع الخدمات الملاحية حيث تضم ميناء خاصا بها ومساحة مائية قدرها 820 الف متر مربع وارصفة للتحميل والتفريغ ويبلغ اجمالي طولها 5 كيلومترات علاوة على مرافق خدمة السفن.وتشمل المدينة الملاحية ايضا على ارصفة للقوارب والزوارق واليخوت الخاصة بعمق مائي 9 امتار عند مدخل المينا |         |
| 2 | هيئة مناطق رأس الخيمة الأقتصادية RAKEZ |        | تُعد هيئة مناطق رأس الخيمة الاقتصادية (راكز) وجهة استثمارية جاذبة للأعمال والصناعات، وتضم تحت مظلتها مجموعة من المناطق الحرة والمناطق المحلية التي توفر تشكيلة واسعة من الحلول التي تتميز بفعالية التكلفة والخدمات والمرافق القابلة للتخصيص لرواد الأعمال والشركات في كافة القطاعات الاقتصادية، مما يجعلها واحدة من أكبر المناطق الاقتصادية في المنطقة                                           |         |

## سادساً: المناطق الحرة في الفجيرة
| م | اسم المنطقة              | التخصص                     | الوصف | ملاحظات |
| - | ------------------------ | -------------------------- | --- | ------- |
| 1 | مدينة الإبداع- الفجيرة   | التصميم الإبداعي           | تأسست مدينة الإبداع في الفجيرة عام 2007، وتقدم حلول أعمال فعّالة من حيث التكلفة لعدد كبير من الأنشطة الإبداعية، وتعد مركزاً إعلامياً ناجحاً وبيئة عمل احترافية للمستثمرين الإعلاميين والمتخصصين في الاستشارات والتعليم والاتصالات والتسويق والموسيقى والترفيه والتصميم والتكنولوجيا، وتتيح فرص عمل ومزايا متفردة، وبنية تحتية ومرافق تمكن الشركات من ممارسة أعمالها محلياً وإقليمياً وعالمياً، وتقدم خيارات متنوعة لأنواع الشركات وحزم الأعمال التي تناسب المتطلبات المتباينة من الشركات والإعلاميين الاحترافيين، وتتيح شروطاً ميسرة في متطلبات التأسيس ورأس المال مع باقات مخصصة لكل فئة.                                                                                    |         |
| 2 | المنطقة الحرة في الفجيرة | التجارة والخدمات اللوجستية | تقع المنطقة الحرة في الفجيرة بجوار ميناء الفجيرة، وتتمتع مدينة الفجيرة بموقع استراتيجي فهي الإمارة الوحيدة التي تطل على الساحل الشرقي للإمارات، ولذلك تتيح المنطقة الحرة ميزة استيراد وتوريد البضائع عبر المحيط الهندي، وتوفر المنطقة الحرة ميزة تنافسية باستثمارات التأسيس والتكاليف التشغيلية الفعّالة، مما يمنح المنتج الإماراتي ميزة تنافسية من حيث السعر والجودة، وتتيح المكاتب والمساحات المفتوحة وكذلك المكاتب الافتراضية والمرنة، والمستودعات، وتقدم المنطقة إجراءات سريعة ومرنة لخطوات تأسيس الشركات، وتصنع الشركات العاملة في المنطقة مئات المنتجات التي تصدر لأسواق أكثر من 50 دولة في آسيا وأوروبا والمنطقة العربية بجودة عالية مطابقة للمواصفات العالمية. |         |

## سابعاً: المناطق الحرة في أم القيوين
| م | اسم المنطقة                       | التخصص        | الوصف | ملاحظات |
| - | --------------------------------- | ------------- | --- | ------- |
| 1 | منطقة التجارة الحرة في أم القيوين | استخدام مختلط | تتيح بيئة استثمارية احترافية لأصحاب المشاريع الصغيرة والمتوسطة والشركات الكبيرة، وتقدم باقات متنوعة لتأسيس الشركات تتسم بالمرونة وسهولة وتتيح أنواع تراخيص عدة، وتركز منطقة التجارة الحرة بأم القيوين على تلبية احتياجات كل مشروع على حدة وخيارات للتأجير فعّالة ومساحات مكاتب متنوعة للعمل والتخزين. وتقع منطقة التجارة الحرة في أم القيوين بالقرب من الموانئ البحرية الرئيسية في دولة الإمارات ويمكن الوصول إليها من مطار دبي الدولي ومطار الشارقة الدولي بسهولة تامة. وتتميز بأسعارها التنافسية للغاية. |         |